# Andrew Hudson
Andrew Hudson (Cibolo, 14 dicembre 1996) è un velocista statunitense naturalizzato giamaicano.

## Biografia
Nato a Cibolo in Texas negli Stati Uniti d'America da padre giamaicano, ha frequentato la Texas Tech University. Nel 2022 sceglie di rappresentare la Giamaica.
Nel 2023 partecipa ai campionati del mondo. Appena prima dello svolgimento della prima batteria, due veicoli che trasportavano gli atleti si sono scontrati e Andrew Hudson ha subito un leggero ferimento all'occhio destro a causa di una scheggia di vetro. La giuria ha accolto il suo ricorso e il corridore giamaicano è stato ripescato in finale, dove è giunto ottavo.

## Progressione

### 200 metri piani
| Stagione | Misura   | Luogo      | Data      | Rank. Mond. |
| -------- | -------- | ---------- | --------- | ----------- |
| 2024     | 20"02    | Kingston   | 30-6-2024 |             |
| 2023     | 20"11    | Kingston   | 11-7-2023 |             |
| 2022     | 19"87    | Freeport   | 21-8-2022 |             |
| 2021     | 20"02    | Eugene     | 26-6-2021 |             |
| 2019     | 20"04    | Sacramento | 25-5-2019 |             |
| 2018     | 20"38    | Des Moines | 24-6-2018 |             |
| 2017     | 20"43    | Tempe      | 8-4-2017  |             |
| 2016     | 20"96    | Waco       | 23-4-2016 |             |
| 2015     | 21"34(i) | New York   | 14-3-2015 |             |
| 2014     | 20"64    | San Marcos | 12-7-2014 |             |
| 2013     | 21"06    | Ypsilanti  | 3-8-2013  |             |

## Palmarès
| Anno                                | Manifestazione      | Sede     | Evento      | Risultato   | Prestazione | Note                  |
| ----------------------------------- | ------------------- | -------- | ----------- | ----------- | ----------- | --------------------- |
| In rappresentanza degli Stati Uniti |                     |          |             |             |             |                       |
| 2018                                | Campionati NACAC    | Toronto  | 200 m piani | 6º          | 20"67       |                       |
| 2019                                | Giochi panamericani | Lima     | 200 m piani | Semifinale  | 42"96       |                       |
| In rappresentanza degli Giamaica    |                     |          |             |             |             |                       |
| 2022                                | Campionati NACAC    | Freeport | 200 m piani | Oro         | 19"87       | Record dei campionati |
| 2022                                | Campionati NACAC    | Freeport | 4x100 m     | Bronzo      | 38"93       |                       |
| 2023                                | Mondiali            | Budapest | 200 m piani | 8º          | 20"40       | [ 3 ]                 |
| 2024                                | Giochi olimpici     | Parigi   | 200 m piani | Ripescaggio | 20"55       |                       |

## Campionati nazionali
- 2 volte campione giamaicano dei 200 metri piani (2023, 2024)

2021
- 8º ai trials statunitensi (Eugene), 200 metri piani - 20"37

2022
- Oro ai campionati giamaicani (Ancona), 200 metri piani - 20"10

2023
- Oro ai campionati giamaicani (Kingston), 200 metri piani - 20"11

2024
- Argento ai campionati giamaicani (Kingston), 200 metri piani - 20"02

## Altre competizioni internazionali
2024
- 4º all'Herculis ( Monaco), 200 m piani - 20"43